# منتخب نيوزيلندا لسباعيات الرغبي للسيدات
منتخب نيوزيلندا الوطني لسباعيات الرغبي للسيدات (بالإنجليزية: New Zealand women's national rugby sevens team)‏ هو ممثل نيوزيلندا الرسمي في المنافسات الدولية في سباعيات الرغبي للسيدات.